# ECMT
| Państwa założycielskie         |
| Pozostałe państwa członkowskie |
| Państwa stowarzyszone          |
| Obserwatorzy                   |

ECMT (European Conference of Ministers of Transport, Europejska Konferencja Ministrów Transportu) – międzyrządowa organizacja transportowa powołana na mocy Protokołu Brukselskiego, podpisanego 17 października 1953 roku na konferencji ministrów transportu 16 państw europejskich.
Konferencja jest forum, na którym ministrowie państw członkowskich odpowiedzialni za sprawy transportowe, dyskutują na temat problemów dotyczących transportu oraz wypracowują wspólne rozwiązania polityczne ukierunkowane na zapewnienie racjonalnego i spójnego rozwoju systemu transportowego w Europie.
Obecnie (stan na rok 2006) członkami ECMT są 43 państwa:
Założyciele (od 1953r): Austria, Belgia, Dania, Francja, Grecja, Hiszpania, Luksemburg, Holandia, Niemcy, Norwegia, Portugalia, Szwecja, Szwajcaria, Turcja, Włochy, Wielka Brytania.
Pozostali członkowie: Albania (1998), Azerbejdżan (1998), Armenia (2003), Białoruś (1996), Bułgaria (1992), Bośnia i Hercegowina (1993), była Republika Jugosławii Macedonia (1996), Chorwacja (1992), Czechy (1993), Estonia (1992), Finlandia (1975), Rosja (1997), Gruzja (1997), Irlandia (1963), Islandia (1998), Litwa (1992), Łotwa (1992), Liechtenstein (2000), Mołdawia (1994), Malta (2002), Polska (1991), Rumunia (1992), Słowacja (1993), Słowenia (1992), Serbia i Czarnogóra (2001), Węgry (1991), Ukraina (1996).
Członkowie stowarzyszeni: Australia (1973), Japonia (1969), Kanada (1975), Korea Południowa (2000), Meksyk (2003), Nowa Zelandia (1991), Stany Zjednoczone (1977).
Obserwatorzy: Maroko (1990).